# وامومن (أهل تفنوت)
وامومن هي إحدى مشيخات المملكة المغربية، تتبع جغرافيا لإقليم تارودانت وإداريًا لأهل تفنوت. يقدر عدد سكانها بـ 2885 نسمة حسب الإحصاء الرسمي للسكان والسكنى لسنة 2004.